# Amatori Parma Rugby Club
Amatori Parma Il Rugby è stato un club italiano di rugby a 15 con sede a Parma, fondato nel 1971 dalle ceneri della sezione rugby del CUS Parma.

## Storia

### Le origini e la prima promozione
Al termine del campionato 1970-71 il CUS Parma, dell'allora presidente Enrico Bordi, decide di non sovvenzionare più la sezione rugby, squadra che ha militato in serie A dal 1956 al 1960. Nel corso dell'estate 1971, nonostante la Rugby Parma avanzi qualche interessamento per tesserare alcuni giocatori del CUS, gli ex giocatori del club decidono di continuare l'attività sportiva in maniera indipendente.
L'avvocato Enrico Bordi, molto legato alla sezione rugby, fa in modo che una muta di maglie venga regalata alla nuova squadra, così, una delegazione di giocatori ne va a comprare una. Ne è rimasta una sola: blu-celeste, l'attuale a righe più sottili, maglia del Cardiff Rugby. Nell'ottobre 1971 nasce la nuova società denominata Amatori, i colori saranno il blu e il celeste e il primo campionato quello di serie C 1971-72. Il primo allenatore del club è Silvio Bocchi, mentre tutti i giocatori decidono all'unanimità di essere i consiglieri del presidente Franco Delindati; tra di loro spicca il nome di un giovanissimo Paolo Pavesi. A metà campionato Delindati subentra a Bocchi sulla panchina, giocando anche tre partite e ricomprendo quindi, in una sola stagione, i ruoli di: medico, allenatore, sponsor, presidente e giocatore.
Nel 1974-75, dopo aver dominato il campionato con 14 vittorie in altrettanti incontri, l'Amatori deve arrendersi in finale contro il Bologna, mancando la promozione. Tuttavia, nella stagione successiva, quella 1975-76, arriva la prima promozione in serie B per l'Amatori Parma che sponsorizzata Acqua Ducale, sconfigge 14 a 3 l'Udine al Lanfranchi, rimontando il 16 a 10 subito in terra friulana. Ad aiutare i blu-celesti nella sfida decisiva arriva anche il primo straniero dall'Amatori, la terza centro sudafricana Dougan McDonald, amico dell'allenatore Paolo Quintavalla. McDonald, impegnato in Inghilterra ad Oxford, dopo aver giocato contro Cambridge, prende a sue spese un aereo, atterra in Italia per trascinare i colori blu-celesti nella finale e riparte con gli Amatori per la prima volta in serie B.

### La nascita del GRAN Rugby, il Super 10 e la Challenge Cup
Nell'estate del 1999 Amatori Parma e Rugby Noceto, rispettivamente in serie A2 e in serie B, danno vita ad un progetto volto a raggiungere l'alto livello nel rugby italiano senza snaturare i propri settori giovanili. Nasce così il Gruppo Amatori Noceto Rugby, Gr.A.N. Rugby, che, al primo anno di vita sotto la presidenza di Francesco Ruffolo, guadagna subito la promozione in serie A1, dominando la poule promozione con 8 vittorie su 10 partite. Al primo anno in A1 il GRAN si classifica secondo nelle poule salvezza, dopo il 5º posto della prima fase, guadagnando la partecipazione al Super 10 dalla stagione successiva.
Con l'avvento del Super 10, l'era del professionismo, i parmensi partecipano per la prima volta alle coppe europee, esordendo in European Challenge Cup a Caerphilly; mentre, per la prima vittoria, bisogna attendere la stagione successiva, quando allo stadio Lanfranchi di viale Piacenza, il GRAN ha la meglio sui francesi del Pau con il punteggio di 21 a 16. Successivamente il club parteciperà ad ogni stagione alle coppe europee fino al 2008, anno dell'ultima apparizione nella Challenge Cup.
Dalla stagione di Super 10 2005-06 Andrea Bandini diventa presidente, la gestione economica e tecnica della Società passa in capo all'Amatori Parma con Noceto che collabora ancora per due stagioni. Al primo anno del nuovo corso societario, la squadra si qualifica al 4º posto al termine della stagione regolare, accedendo per la prima volta ai play-off scudetto, dove gli uomini allenati da Achille Bertoncini vengono sconfitti dal Benetton futuro Campione d'Italia. Negli ultimi anni il GRAN Parma si trova a lottare per la salvezza e nel 2008-09 retrocede sul campo, ma venendo ripescato per la stagione successiva durante la quale ottiene la matematica salvezza all'ultima giornata di campionato.

#### La breve parentesi del GranDucato Parma Rugby
Nell'estate 2010 l'entrata del Benetton e della franchigia delle Aironi in Celtic League determinano una riforma dei campionati: il Super 10 dà spazio al nuovo campionato semi-professionistico di Eccellenza e l'Amatori Parma è una delle società fondatrici degli Aironi insieme a Colorno, Viadana, socio di maggioranza, ed altre società. Nello stesso anno le tre società decidono di partecipare alche al campionato italiano con il progetto GranDucato Parma Rugby. Il GranDucato Parma partecipa all'Eccellenza 2010-11 classificandosi 5º posto al termine della stagione regolare e sfiorando l'accesso ai play-off scudetto. Al termine della stagione il club viene sciolto immediatamente a causa di problemi finanziari ed il titolo sportivo viene ceduto al Rugby Reggio.

### Il ritorno dell'Amatori
Nel 2009 l'Amatori forma una squadra seniores costituita interamente da giocatori parmigiani o studenti, partendo dal campionato di serie C. Terminata l'esperienza col GranDucato, dalla stagione di serie B 2011-12 l'Amatori Parma partecipa con una propria squadra al campionato di Serie B, sotto la guida dell'allenatore Riaan Mey. Viene promosso in serie A2 la stagione successiva, venendo immediatamente relegato in B l'anno dopo.
Nel 2010-11 arriva, dopo tanti Trofei dell'Appenino vinti, il primo importante titolo per l'Amatori: nella bacheca di Moletolo viene esposta la Coppa Mario Lodigiani Under-18 (in pratica il campionato italiano di categoria) sotto la guida del tecnico Marco de Rossi. Nella stagione 2011-12 la formazione Under-20, guidata ancora da Marco de Rossi, è Campione d'Italia Juniores. Nella stagione successiva l'Under-20 raggiunge nuovamente la finale di campionato, venendo sconfitta da Viadana. Nella stagione 2016-17 l'Under-16 di Riccardo Piovan sfiora la vittoria del titolo di Campione d'Italia, perdendo in finale contro il Petrarca.

## Cronologia
| Cronistoria dell'Amatori Parma Rugby |
| --- |
| - 1971 · ottobre: nascita dell'Amatori Parma Rugby Iscrizione in serie C - 1971-72 · serie C - 1972-73 · serie C - 1973-74 · serie C - 1974-75 · serie C - 1975-76 · serie C Promozione in serie B - 1976-77 · serie B - 1977-78 · serie B - 1978-79 · serie B - 1979-80 · serie B - 1980-81 · serie B - 1981-82 · serie B - 1982-83 · serie B - 1983-84 · serie B - 1984-85 · serie B - 1985-86 · serie B - 1986-87 · serie B - 1987-88 · serie B - 1988-89 · serie B - 1989-90 · serie B - 1990-91 · serie B - 1991-92 · serie B - 1992-93 · serie B - 1993-94 · serie B - 1994-95 · serie B - 1995-96 · serie B - 1996-97 · serie B - 1997-98 · serie B Promozione in serie A2 - 1998-99 · 2ª in serie A2 girone A, 6ª in poule promozione - 1999 · Nascita del GRAN Rugby. La Società prosegue con le attività del settore giovanile. - 2009 · Viene ricostituita la prima squadra Iscrizione in serie C - 2009-10 · serie C - 2010-11 · serie C Iscrizione in serie B - 2011-12 · 1ª in serie B girone B Promozione in serie A2 - 2012-13 · 11ª in serie A2 Retrocessione in serie B - 2013-14 · 5ª in serie B girone B - 2014-15 · 8ª in serie B girone 1 - 2015-16 · 3ª in serie B girone 2, 3ª in poule promozione - 2016-17 · 3ª in serie B girone 2 - 2017-18 · 6ª in serie B girone 2 - 2018-19 · 7ª in serie B girone 2 - 2019-20 · 4ª in serie B girone 2 (Campionato interrotto a causa dell'emergenza Covid-19) |

## Allenatori e presidenti
- 1971-1972  Silvio Bocchi
- 1972-19xx  Franco Delindati
- 19xx-19xx  Paolo Quintavalla
- 19xx-1998  ...
- 1998-1999  Stefano Romagnoli
- 2010-2016  Riaan Mey
- 2016-2018  Roberto Viappiani
- 2018-2019  Marco De Rossi
- 2019-  Antonio Zanichelli

- 1971-1981  Franco Delindati
- 1981-1987  Paolo Banchini
- 1987-1999  Francesco Cavatorti
- 1999-2011  Gianluca Ambrosini
- 2011-2015  Giovanni de Vincenzo
- 2015-2017  Andrea Bandini
- 2017-  Daniele Ragone

## Impianti di gioco
Dal 1971, anno della fondazione del club, venne scelto come impianto ufficiale lo stadio Tardini, fino al 1975, anno in cui entrambe le formazioni rugbistiche parmigiane, emigrarono allo stadio Fratelli Cervi, poi ribattezzato Sergio Lanfranchi, situato in viale Piacenza. Nel 2007 iniziarono i lavori di costruzione del nuovo impianto dedicato al rugby e al football americano, lo stadio XXV Aprile; nel 2008 il vecchio Lanfranchi venne demolito, lasciando spazio all'inaugurazione del nuovo impianto lo stesso anno.
Il 28 gennaio 2015, il Comune di Parma intitolò lo stadio a Sergio Lanfranchi, storico giocatore internazionale del Parma a fine anni quaranta, protagonista del primo scudetto della squadra nel 1950 e successivamente vincitore anche del titolo di Campione di Francia con Grenoble, cui era intitolato anche il preesistente stadio dopo la sua morte avvenuta nel 2001.

## Palmarès

### Competizioni giovanili
- Campionato italiano Juniores: 1
2011-12
- Coppa Mario Lodigiani: 1
Under-18: 2010-11

## I nazionali
Sono stati molti i giocatori nati e cresciuti in blu-celeste che hanno indossato la maglia della Nazionale italiana: da Paolo Pavesi, che debuttò nel 1977 contro la Polonia, passando per Andrea Azzali, autore della meta decisiva nello spareggio contro Udine, indosserà la maglia azzurra per 16 volte tra il 1981 e il 1985. Nel 1982 arriva la prima convocazione anche per Andrea Bertolini che siede in panchina in Coppa FIRA e nello stesso anno debutta a Catania in Nazionale B contro la formazione dell'unità militare francese Bataillon de Joinville, segnando 3 mete e contribuendo alla vittoria finale per 20 a 13. Otto le presenze tra Under-23, militare e Nazionale B per Edoardo Marchi nei primi anni ottanta, oltre a due presenze con la Nazionale maggiore contro rappresentative inglesi e gallesi, senza però il riconoscimento del cap.
Dal numero record di 6 atleti chiamati nella stagione 2009-10, numerosi sono gli atleti cresciuti nell'Amatori e convocati nelle nazionali giovanili nelle ultime stagioni come Alessandro Mordacci o Antoine Koffi. Tanti anche i giocatori transitati dalle Tre viole e protagonisti in maglia azzurra come Giovanbattista Venditti o Tito Tebaldi, senza dimenticare Andrea Manici che, partito dal minirugby, è stato il primo giocatore nella storia del club a fare tutta la trafila delle giovanili nell'Amatori, prima di approdare in Eccellenza, da lì le Zebre, fino alla Nazionale e la Coppa del Mondo 2015 in Inghilterra.